# Davor Kukec
Davor Kukec (Zagabria, 16 marzo 1986) è un calciatore croato, centrocampista dell'Oedt.

## Caratteristiche tecniche
Interno di centrocampo, può giocare come ala su entrambe le fasce.

## Carriera

### Club
Nel 2009 i greci del Panionios lo rilevano per € 0,3 milioni.

### Nazionale
Ha giocato nella nazionale croata Under-21.

## Palmarès

### Club

#### Competizioni nazionali
- Druga hrvatska nogometna liga: 1

Inter Zaprešić: 2006-2007